# دمیترو روماننکو
دمیترو روماننکو (اوکراینی: Романенко Дмитрий Иванович؛ زادهٔ ۱ مهٔ ۱۹۸۰) بازیکن فوتبال اهل اوکراین است.